# 大岩川源太
大岩川 源太（おおいわがわ げんた）は、日本の投資インストラクター、株式評論家、株式会社源太塾代表取締役。本名は岩永勝美。
メディア (媒体)出演する際やセミナーなどに登壇する際などには、通称である大岩川源太を使用することが多い。

## 経歴
1981年4月：今川証券（現リテラ・クレア証券）入社。株式ディーラー、事業・金融法人を経験。金融法人では公的年金担当。
1997年2月：今川証券退社。1998年1月：株式会社アセットレボリューションを設立。2003年：業界紙証券新報社の副社長に就任。アセットレボリューションと新報投資顧問の合併に伴い会長職を兼任。2006年：新報投資顧問を退社、評論家活動に入る。
2011年：ルナージア・インベストメントに入社。2013年：ルナージア・インベストメント社長に就任。会社名を過去と同じアセットレボリューションに変更。2016年：アセットレボリューション退社。評論家活動をしながら、投資顧問「株式会社新生ジャパン」に在籍。
2018年：株式会社源太塾設立。個人投資家に市場の仕組みの基礎を教える活動をはじめる。
2022年：東京ビッグサイトにて開催された資産運用Expoにてセミナーを開催した。

## 書籍
- 投資カレンダー2014[1]（2013年、徳間書店）ISBN：9784198810108
- マーケットの魔術師 ~日出る国の勝者たち~ Vol.30（2009年、パンローリング）ISBN：9784775929926
- 日経マネー「この7人が選んだ有望銘柄 (最新! 10万円台で買える有名銘柄が増殖中 プチ株大作戦)」[2]

## DVD
- 源太の投資カレンダーの使い方・考え方（2019年、パンローリング）ISBN：9784775965245

## 出演番組
過去
- 源太の即効投資戦略（日本BS放送）
- 源太緑星株教室（ラジオ日経）　毎週火曜日に株式評論家の高山緑星氏とともに全体相場予想・注目銘柄などを発信。2022年1月18日放送終了
- オリラジ経済白書　2021年3月11日放送終了

## ネット媒体
過去
- 大岩川源太の「株・1WEEK」（日経マネーデジタル）
- 大岩川源太の朝の一言（日本証券新聞兜町ネット）